# Dead Effect 2
Dead Effect 2 est un jeu vidéo de 2015 développé et publié par BadFly Interactive. C'est une suite de Dead Effect. 

## Gameplay
Les mécanismes de jeu de Dead Effect 2 sont similaires à ceux du jeu original. Dans la configuration par défaut, le mouvement est contrôlé par un joystick virtuel à gauche de l'écran, la vue et la visée étant contrôlées par le joueur déplaçant son doigt sur l'écran tactile, bien qu'il y ait deux boutons de raccourci à gauche et à droite de l'écran pour permettre au joueur de tourner instantanément de 90 degrés vers la gauche ou la droite. Les joueurs peuvent utiliser des explosifs, des viseurs en fer, recharger, changer d'arme, tirer et entrer en mode ralenti à l'aide des boutons virtuels à droite de l'écran. Les commandes peuvent être personnalisées à partir du menu principal, chaque icône étant individuellement repositionnable selon les besoins du joueur. Contrairement au personnage original du joueur de jeu se déclenche automatiquement lorsque son réticule repose sur l'ennemi. 
En mode histoire, le joueur peut incarner Gunnar Davis, Jane Frey ou Kay Rayner. Contrairement au premier jeu, il y a une différence d'armes. Davis est un spécialiste des armes lourdes, Jane Frey utilise des fusils de chasse et Rayner utilise des armes de mêlée. Davis propose un gameplay qui est le plus similaire au jeu original. 
La version Steam du jeu est sortie le 6 mai 2016 et propose un mode multijoueur coopératif et joueur contre joueur. 

## Terrain
L'histoire suit là où l'original s'est arrêté. Il se déroule sur le vaisseau spatial ESS Meridian après la mort du Dr Wagner, l'antagoniste du premier match. Le joueur doit combattre les soldats envoyés à l'installation.

## Accueil
La version mobile de Dead Effect 2 a reçu des critiques positives, elle détient 78% sur Metacritic. 
La version PC de Dead Effect 2 a un score de 53% sur Metacritic. 

### Controverse
COGconnected a rapporté que le développeur BadFly Interactive leur a offert des codes de révision Dead Effect 2. L'e-mail avec les codes incluait un avertissement: « si l'examen ou l'aperçu de Dead Effect 2 est très négatif, vous ne recevrez aucune clé de notre part à l'avenir ».  Cela a engendré des critiques de vmedia envers l'entreprise. Martin Pospisil de BadFly Interactive a admis que la société avait commis une erreur et a déclaré que cela était dû à l'expérience de certaines critiques comparant leurs jeux à de grands titres AAA comme Left 4 Dead ou Mass Effect, ce qui a conduit à des notes très faibles. Il a déclaré que BadFly ne mettra pas sur la liste noire un magazine pour examen négatif s'il est juste et honnête. 

## Suite possible
En juin 2016, le PDG et directeur créatif de BadFly Interactive, Lubomír Dykast, a déclaré que BadFly Interactive travaillait sur un jeu qui se déroulerait dans le même univers de jeu, bien qu'il ne s'agisse pas d'une suite directe de Dead Effect 2. Le nom de la suite possible se révèle être Tau Ceti. Il a été lancé en démo sur l'App Store en 2020,. 